# Notte di Valpurga

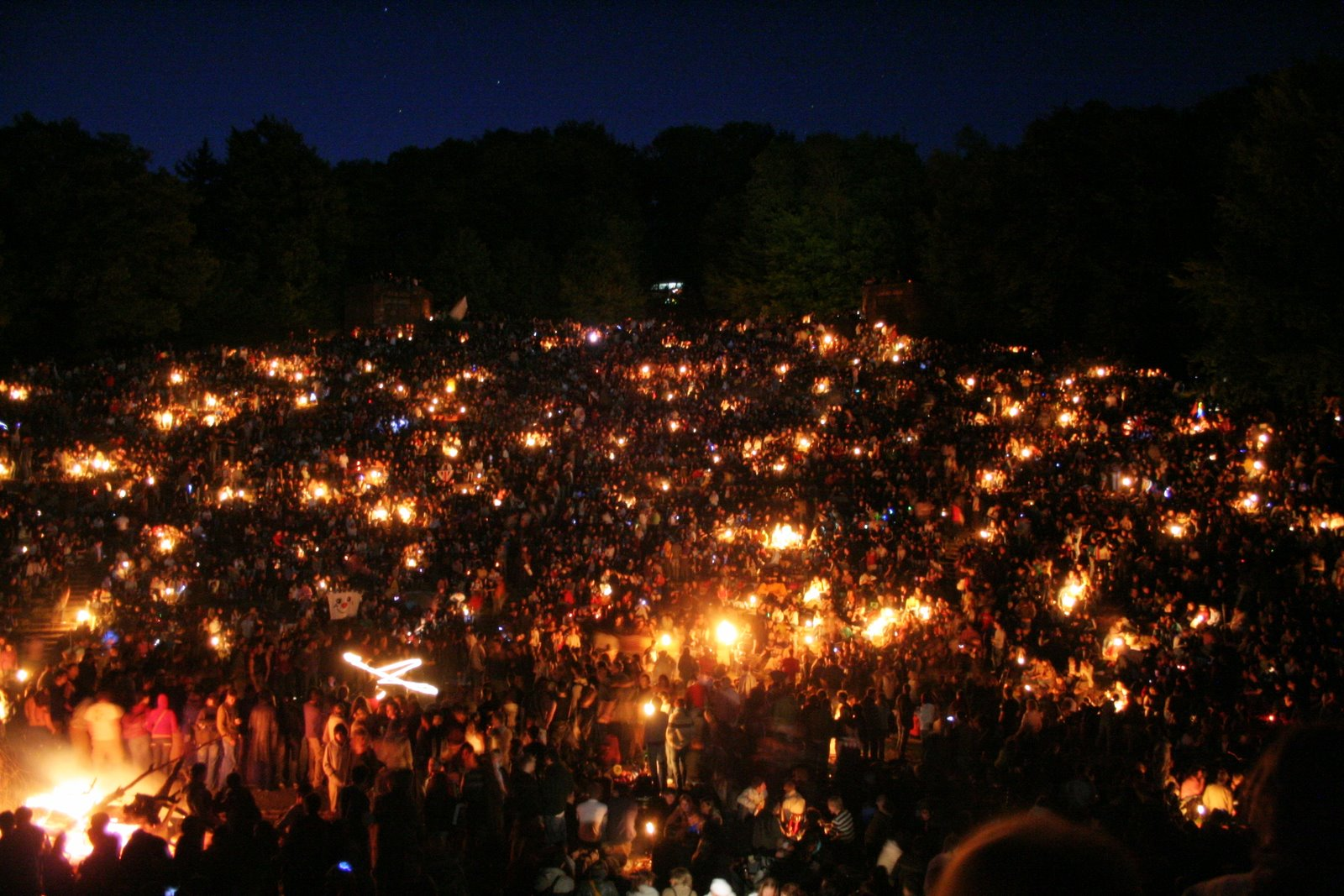
Walpurgisnacht a Heidelberg.

La notte di Valpurga (in tedesco Walpurgisnacht, in svedese valborg) era un'antica celebrazione pagana della primavera, tipica dell'Europa centro-settentrionale e praticata soprattutto dai popoli germanici, che avveniva la notte tra il 30 aprile ed il 1º maggio.
Era caratterizzata da feste, canti, balli tradizionali e falò, ma assunse presto diversi significati, a seconda delle differenti tradizioni e culture dei Paesi europei nei quali si diffuse. Il suo attuale nome deriva da Valpurga di Heidenheim, una monaca bavarese dell'VIII secolo canonizzata dalla Chiesa Cattolica e venerata il 1º maggio.

## Storia
La nascita di questa celebrazione si perde nei secoli, come fusione tra le cerimonie dei popoli germanici relative alla primavera (culto di Ostara) e i riti propiziatori stagionali, con quelli celtici, che celebravano il Beltane (in gaelico fuoco luminoso), secondo il calendario celtico, proprio la notte tra il 30 aprile e il 1º maggio. Tale ricorrenza si diffuse presto anche in altri paesi, con piccole varianti e diversi nomi, come, ad esempio, le feste dette di "Calendimaggio" nell'Europa meridionale. Tale ricorrenza era caratterizzata dall'accensione di falò notturni, uniti a canti propiziatori per la purificazione del bestiame, oltre che alle invocazioni per un buon raccolto estivo, per l'abbondanza, la prosperità, la fertilità, esattamente così come avveniva, ad esempio per i Celti, per la ricorrenza stagionale opposta, il Samhain (notte tra il 31 ottobre e il 1º novembre, l'attuale Halloween).
Secondo alcune tradizioni teutoniche del IV-V secolo, strane figure, identificate successivamente come streghe, in questa notte uscivano dai loro rifugi per danzare e cantare. Queste tradizioni trovarono riscontro, in particolare, nella zona del monte Brocken (Harz), situato in Germania settentrionale, dove questi canti e balli erano dedicati alla Luna. Tuttavia, questi rituali furono diversamente interpretati, a seconda del paese europeo ove si diffusero, come cerimonie esoteriche legate al demonio, simili a dei sabba. I satanisti laveyani infatti, consideravano la Walpurgisnacht come una delle tre ricorrenze annuali principali, insieme al proprio compleanno ed Halloween, così come dichiarato da Anton LaVey stesso, in The Satanic Bible.
La tradizione del Beltane e le sue varianti europee, si sovrapposero, intorno al XI secolo, alla ricorrenza cattolica di santa Valpurga, fino ad essere soprannominata la "notte di Valpurga".. La festa di Valpurga si radicò nel tempo anche nella mitologia norrena dove, per esempio, viene ancor oggi fastosamente celebrata in Svezia.

## Tradizioni

### Svezia

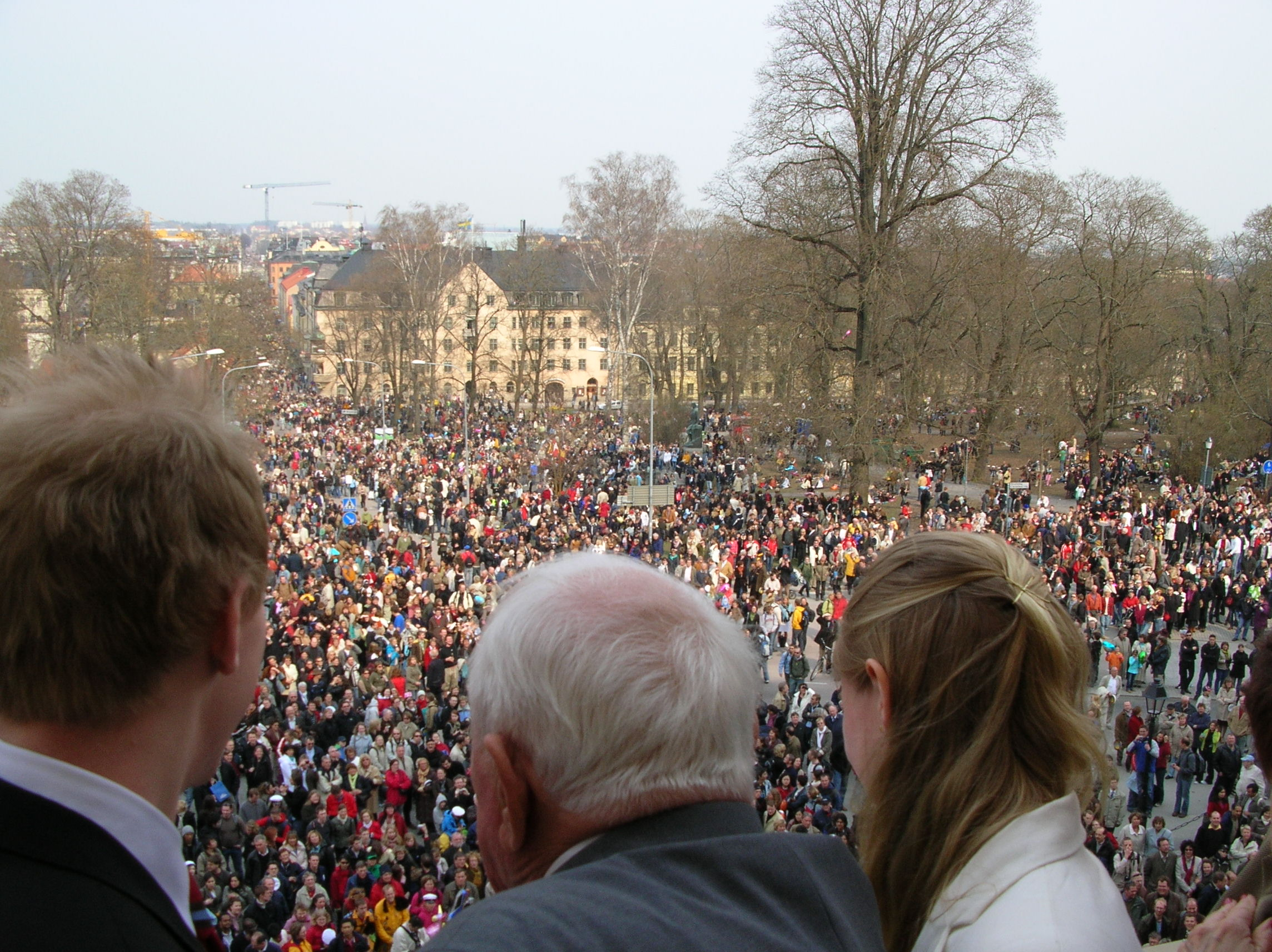
Vista dal balcone del Carolina Rediviva in occasione del mösspåtagning, tradizione universitaria che si tiene ogni anno per Valborg in Carolinabacken alle 15:00

La notte di Valpurga è nota in Svezia come Valborg, dove rappresenta una festa particolarmente importante specialmente nelle città di tradizione universitaria, come Uppsala e Lund, dove in passato i festeggiamenti per Valborg si sovrapponevano alle celebrazioni per la fine dell'anno accademico e sono rimasti legati alla cultura delle università.

#### Uppsala
Valborg è una festa radicata nella cultura universitaria di Uppsala. Il 30 aprile (sista april o Valborgsmässoafton) la giornata inizia tipicamente con una colazione servita con champagne (champagnefrukost). Alle 10:00 si tiene il forsränning, che vede gli studenti discendere le rapide del Fyrisån a bordo di zattere allegoriche, costruite dagli stessi studenti. Il pranzo tradizionale è un buffet noto come sillunch, a base di aringhe e altri piatti tipici.
Dopo pranzo, studenti ed ex studenti dell'Università si radunano in Carolinabacken indossando lo studentmössa, tradizionale berretto studentesco bianco con visiera nera,  per ascoltare il coro maschile dell'università (Orphei Drängar), il quale canta musiche che hanno come tema l'arrivo della primavera. Alle 15:00 si tiene il mösspåtagning: il rettore si affaccia dal balcone del Carolina Rediviva e agita in aria il proprio studentmössa, e tutti gli studenti ed ex studenti presenti compiono lo stesso gesto. Il mösspåtagning è trasmesso da Sveriges Television.
Immediatamente dopo il mösspåtagning gli studenti si recano precipitosamente nelle nation per bere champagne, tradizione nota come champagnegalopp. Presso le nation vengono consumate diverse decine di migliaia di bottiglie di champagne in occasione di tale evento.
Alle 17:00 presso il castello si tiene il vårbal del coro misto dell'Università, Allmänna sången, e alle 21:00 un altro raduno si tiene presso Gunillaklockan, campana situata nel bastione occidentale del castello (Styrbiskop), che include un concerto del Allmänna sången e un discorso del curator curatorum, presidente del Kuratorskonventet, ovvero il consiglio dei rappresentanti di tutte le nation. L'evento è trasmesso da Sveriges Radio.

## Riferimenti nella cultura

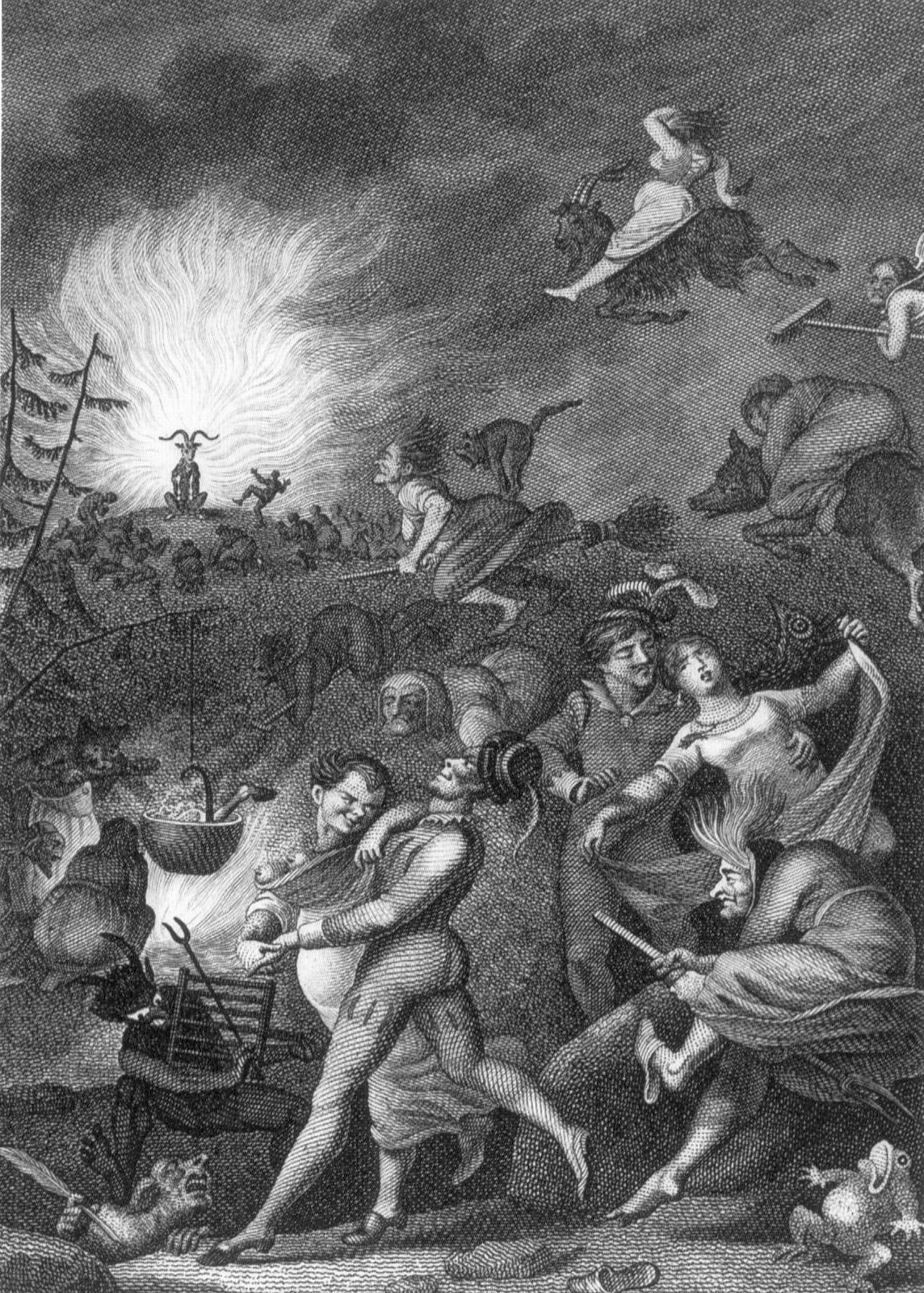
La scena di Faust alla notte di Valpurga (incisione di Wilhelm Jury secondo Johann Heinrich Ramberg, 1829)

Una scena del Faust (parte I) di Goethe è chiamata Walpurgisnacht, nella quale il protagonista, insieme a Mefistofele, partecipa a una sorta di sabba delle streghe.
Con lo stesso nome è chiamato il secondo atto del testo teatrale Chi ha paura di Virginia Woolf? di Edward Albee, e un'altra scena ancora del Faust (parte II) è chiamata Klassische Walpurgisnacht.
La notte di Valpurga è inoltre il titolo di un romanzo del 1917 di Gustav Meyrink, e il racconto horror I sogni nella casa stregata di Howard Phillips Lovecraft è incentrato cronologicamente su questa ricorrenza. Si intitola "Notte di Valpurga" anche un capitolo del romanzo La montagna incantata di Thomas Mann. La terza notte di Valpurga è anche la raccolta di scritti che Karl Kraus dedicò all'avvento del nazionalsocialismo e di Hitler (testo scritto fra il maggio e il settembre del 1933 e pubblicato postumo nel 1952 da Heinrich Fischer) nel quale l'autore denuncia la barbarie, gli omicidi e la creazione dei campi di concentramento da parte del neonato regime totalitario in Germania. Viene citata come fatto immaginifico da Rejto Jano ne La Legione Invisibile. 
Riferimenti alla notte di Valpurga si riscontrano anche nella musica, con Felix Mendelssohn Bartholdy che ha musicato una ballata per soli, coro e orchestra su testo di Goethe, Die erste Walpurgisnacht, mentre i Procol Harum pubblicarono nel 1967 un disco dal titolo Repent Walpurgis (altrimenti noto in italiano come Fortuna), un brano strumentale nel quale era inserito l'inizio del preludio n° 1 in do maggiore di Bach da Il clavicembalo ben temperato, lo stesso sul quale Gounod compose la sua Ave Maria. Walpurgis era anche il titolo originale della traccia intitolata poi War Pigs (tratta dall'album Paranoid) dei Black Sabbath: Geezer Butler, bassista del gruppo, rivela che l'aveva intitolata così poiché il testo gioca su un paragone tra un sabba di streghe, adoratrici del Diavolo, e i potenti del mondo (politici, generali), che non si curano delle vite innocenti delle persone nei loro piani di conquista e distruzione. Walpurgisnacht è anche il titolo del primo singolo estratto da Luna, l'ultimo album (datato settembre 2014) della band Pagan Folk tedesca Faun; il corrispondente video musicale è interamente incentrato sulle immagini che descrivono la celebrazione di tale notte.
L'attesa di una catastrofica strega chiamata "Notte di Walpurgis" (pronunciato con la "u" come in "uovo") è al centro della serie anime del 2011 Puella Magi Madoka Magica.
Nel manga e nell'anime Hellsing, il maggiore dice: "Tutti gli attori sono saliti sulla scena, allo spuntar dell'alba si alza il sipario sulla Valpurgis". 
Nel manga e nell'anime Uragiri - Il tradimento conosce il mio nome, c'è un episodio dedicato alla notte di Valpurgis.
La band italiana Death SS gli dedicò una traccia del loro album Heavy Demons, del 1991, in collaborazione con l'attore Oliver Reed che prese parte come voce narrante del brano.
All'interno del gioco di carte collezionabili Force of Will la carta Alice Oscura, la Fanciulla del Massacro possiede un'arte degli dei chiamata Notte di Valpurga.